# Brevicornu proprium
Brevicornu proprium är en tvåvingeart som beskrevs av Zaitzev 1992. Brevicornu proprium ingår i släktet Brevicornu och familjen svampmyggor. Inga underarter finns listade i Catalogue of Life.